# Test de la tête d'indien

Le test de la tête d'indien RCA.

Le test de la tête d'indien (Indian-head test pattern) est une mire télévisuelle introduite en 1939 par la Radio Corporation of America (RCA) d'Harrison (New Jersey) afin de calibrer le monoscope (en) RCA TK-1. Largement utilisée par les stations de télévision à travers le monde lors de l'époque du noir et blanc, elle présente le dessin d'un autochtone nord-américain portant une coiffe, ainsi que de nombreux éléments graphiques permettant de tester différents aspects de l'affichage.
À partir de la fin des années 1950, la mire est de moins en moins utilisée au fur et à mesure que l'équipement de diffusion télévisuelle s'améliore et nécessite moins d'ajustements. Le test de la tête d'indien devient obsolète au cours des années 1960 avec les débuts de la télévision couleur. À partir de ce moment, des mires avec des barres de couleurs, telles la SMPTE, deviennent le nouveau standard. Cependant, certaines persistent à utiliser la mire de la tête d'indien jusqu'au début des années 1990 en produisant une version couleur de celle-ci[réf. souhaitée].

## Œuvre originale
L’œuvre originelle, d'une forme circulaire de 8 pouces (20,32 cm) de diamètre, a été réalisée pour RCA par l'artiste Brooks le 23 août 1938 à l'aide de crayon, charbon de bois, encre et oxyde de zinc. Elle présente plusieurs teintes de gris identifiables ainsi que des détails dans les plumes. Des textures de type Zone 8 (plumes blanches) et Zone 2 (cheveux noirs) s'y retrouvent également.
Pendant environ un an, le portrait de l'Indien seul a été utilisé en laboratoire, avant d'être associé aux autres formes et lignes. 
Le portrait ainsi que le schéma alentour ont été découverts dans un conteneur à déchets (en) par un travailleur de la construction lors de la démolition de l'ancien bâtiment de RCA d'Harrison en 1970. Le travailleur a gardé les œuvres pendant plus de trente ans avant de les vendre à l'ingénieur télévisuel et collectionneur Chuck Pharis.

## Caractéristiques

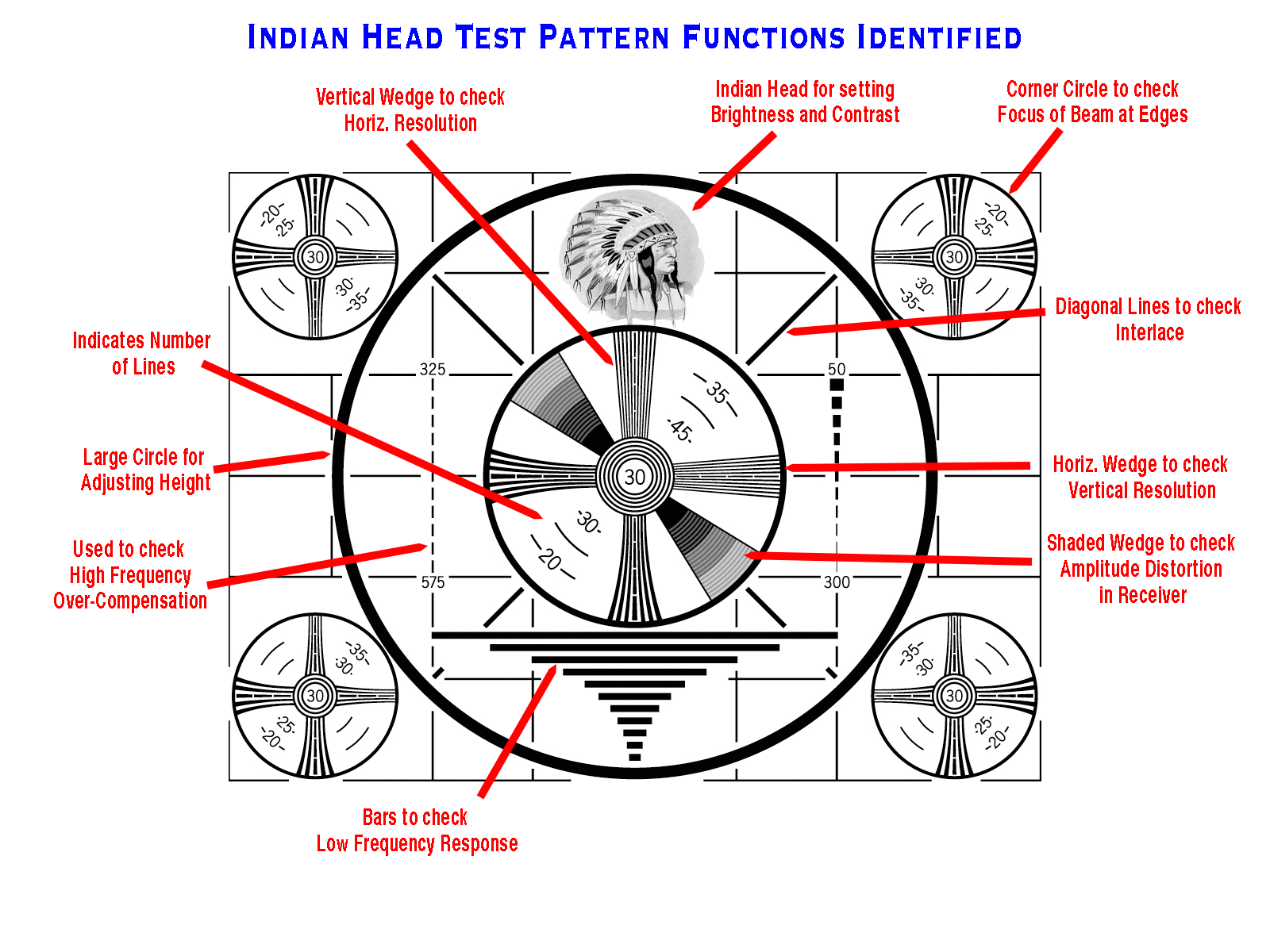
Le test de la tête d'indien avec le détail de chacun des éléments utilisés par un récepteur télévisé noir et blanc analogique.

L'image de la tête d'indien, ainsi que tous les éléments visuels l'entourant, servent des buts précis de calibration de l'image, qui peuvent être fait quotidiennement, voire parfois à chaque heure. Ainsi, un ingénieur d'expérience spécialisé en diffusion peut regarder l'image et rapidement déterminer si tout va bien où si des ajustements doivent être faits. Les éléments de la mire permettent ainsi de valider la perspective, le cadrage, la linéarité, la réponse en fréquence, le gain différentiel (en), le contraste et la luminosité. La grille et les cercles servent pour évaluer la perspective, le cadrage et la linéarité. Les lignes étiquetées 20, 25, 30 et 35 permettent d'évaluer la résolution et la réponse en fréquence. Les minces lignes étiquetées 575 à 325 d'un côté et 300 à 50 de l'autre concernent la résolution, alors que les bandes grises partant du centre vers le bas à droite et le haut à gauche permettent d'évaluer le gain différentiel, le contraste et la brightness.
La mire est généralement accompagnée d'un son sinusoïdal de 1 000 ou 400 hertz, visant à démontrer le fonctionnement du récepteur audio.

## Utilisation
Le test de la tête d'indien est devenu familier à la génération des baby boomers à partir de 1947. Il est généralement affiché lors de la fin des programmes (en) de stations de télévision américaine, tout de suite après l'hymne national américain.
L'image est aussi utilisée par la Société Radio-Canada, en conjonction avec son propre test monochrome, tout de suite après l'hymne national canadien annonçant la fin des programmes le soir. À la fin des années 1970 et au début des années 1980, la mire est également diffusée le matin, avant le début de la programmation, tout de suite après les barres de couleur SMPTE.

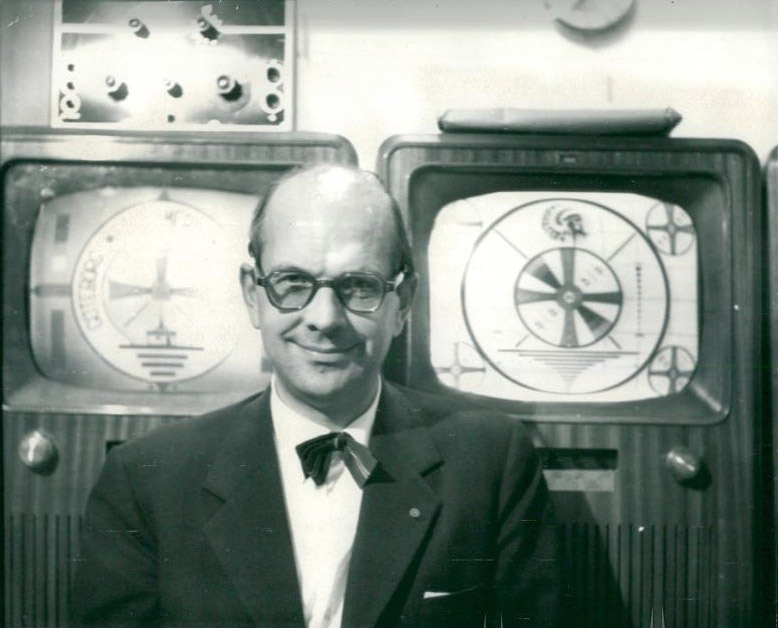
Nils Dahlbeck à côté d'un écran présentant la tête d'indien.

En Suède, la tête d'indien est utilisée lors de tests de transmission par l'Institut royal de technologie, côte à côte avec la Resolution Chart 1941 de RMA, la mire T05 de Telefunken, ainsi que d'autres mires telles celles de Televerket et de l'École polytechnique Chalmers. Elles sont utilisées de 1948 jusqu'à novembre 1958, alors qu'elles sont remplacées par les mires de Sveriges Radio TV (désormais Sveriges Television).
La mire apparaît du milieu jusqu'à la fin des années 1970 sur la chaîne vénézuélienne Venevisión, en conjonction avec le Resolution Chart 1941 de RMA. Le test est également utilisé à la fin de la programmation, tout de suite après la diffusion de l'hymne national mexicain, par les stations de Telesistema Mexicano (maintenant Televisa) jusqu'à la fin des années 1960.
Au Brésil, la tête d'indien est utilisée de 1950 jusqu'au début des années 1970 par Rede Tupi. La mire sert à la fois de test de standardisation ainsi que d'une partie de l'identité télévisuelle.
La Saudi Broadcasting Authority (en) d'Arabie Saoudite diffuse une version modifiée de cette mire entre 1954 et 1982, remplaçant la tête d'indien par l'emblème de l'Arabie saoudite. Le test est par la suite remplacé par une mire Philips PM5544 fortement modifiée.
La télévision rhodésienne (RTV) intègre également le test durant l'ère de la colonisation britannique (de manière variable entre la Rhodésie du Nord et du Sud) après la diffusion de l'hymne national britannique à la fin de la programmation.

## Construction
Contrairement à d'autres mires plus anciennes, le test de la tête d'indien n'est pas produit en pointant une caméra sur une affiche. Il est plutôt réalisé en générant directement un signal vidéo monochrome à l'aide d'un tube de monoscope, un tube de caméra particulier avec le schéma construit à l'intérieur.
Le générateur de mire RCA TK-1 est un châssis monté sur un rack 19 pouces et possédant un tube de monoscope, situé à l'intérieur d'une enceinte anti-magnétique et associé avec les circuits électroniques permettant de l'opérer.

## Dans la culture populaire
La mire imprimée sur carton est de peu d'utilité pour l'ajustement télévisuel, mais plusieurs personnes l'ont gardée comme souvenir, en ont fait un ready-made, voire une sorte de mandala. C'est tout le contraire pour les mires intégrées au monoscope, difficiles à ouvrir, en acier et situées dans un tube sous vide. De plus, ces mires n'ont que quelques pouces d'envergure, alors que les têtes d'indien imprimées font 1,5 pied (0,4572 m) par 2 pieds (0,6096 m), format plus approprié pour un affichage mural[réf. souhaitée].